# Когорта апулийцев
Когорта римских граждан апулийцев (лат. Cohors Apula civium Romanorum) — вспомогательное подразделение армии Древнего Рима, относящаяся к типу Cohors quingenaria peditata.
Данное подразделение было создано в эпоху правления императора Октавиана Августа из жителей Апулии, имевших римское гражданство. Формирование когорты, вероятно, имело место в период 6-9 годов, когда в результате Великого Иллирийского восстания и поражения в Тевтобургском лесу было создано до 44 когорт римских граждан.
Когорта вскоре был переброшена на восток Римской империи. Сначала она была размещена в Александрии Троадской (провинция Азии), а затем переведена в Сиде (Ликия и Памфилия). После этого когорта вошла в состав гарнизона Каппадокии. Она принимала участие в кампании Арриана против аланов в 135 году.
Последний раз подразделение упоминается в Notitia Dignitatum в начале V века. На тот момент оно находилось в Исипорто под руководством дукса Армении.